# Strathmoor Village (Kentucky)
Strathmoor Village es una ciudad ubicada en el condado de Jefferson en el estado estadounidense de Kentucky. En el Censo de 2010 tenía una población de 648 habitantes y una densidad poblacional de 2.405,71 personas por km².

## Geografía
Strathmoor Village se encuentra ubicada en las coordenadas 38°13′15″N 85°40′40″O / 38.22083, -85.67778. Según la Oficina del Censo de los Estados Unidos, Strathmoor Village tiene una superficie total de 0.27 km², de la cual 0.27 km² corresponden a tierra firme y (0%) 0 km² es agua.

## Demografía
Según el censo de 2010, había 648 personas residiendo en Strathmoor Village. La densidad de población era de 2.405,71 hab./km². De los 648 habitantes, Strathmoor Village estaba compuesto por el 93.21% blancos, el 2.47% eran afroamericanos, el 0.15% eran amerindios, el 2.31% eran asiáticos, el 0.46% eran isleños del Pacífico, el 0.15% eran de otras razas y el 1.23% pertenecían a dos o más razas. Del total de la población el 1.54% eran hispanos o latinos de cualquier raza.